# Patricio Arabolaza Aramburu
Patricio Arabolaza Aranburu, conegut simplement com a Patricio, (Irun, País Basc 1893 - íd. 1935) fou un jugador de futbol basc, guanyador d'una medalla olímpica i autor del primer gol de la selecció espanyola.

## Biografia
Va néixer el 17 de març de 1893 a la ciutat d'Irun, població situada a Guipúscoa. Va morir a la seva residència d'Irun l'12 de març de 1935.

## Carrera esportiva

### Trajectòria per clubs
Patricio inicià la seva carrera com a futbolista a la seva ciutat, militant com a davanter en el Racing Club d'Irun l'any 1909 al costat del seu germà Iñaki. Amb aquest aconseguí guanyar la Copa del Rei organitzada per la Federació Espanyola de Futbol l'any 1913, després de vèncer a la final l'Athletic Club de Bilbao per 1:0 en el partit de desempat. En el primer partit els dos equips havien empatat 2:2 i Patricio havia estat l'autor d'un dels dos gols irundarres.
L'any 1915 Patricio es va integrar, juntament amb altres jugadors del Racing, el Real Unión Club de Irun, equip sorgit de la unió dels dos equips iruneses: el mateix Racing i l'Sporting. El Real Unión es convertiria en un dels equips dominants del futbol basc i del nacional durant la dècada següent i Patricio va ser durant la primera meitat d'aquesta dècada l'estrella de l'equip.
A més de guanyar quatre campionats regionals amb el Real Unión, Patricio va aconseguir les finals de la Copa d'Espanya de 1918 i 1922 amb el seu club. A la final de 1918 el Real Unión es va alçar amb la Copa després de vèncer 2:0 al Reial Madrid a la final. A la final de 1922, però, el Futbol Club Barcelona va guanyar als irundarres per 5-1, en un partit en què Patricio va marcar el gol del seu equip i es va veure barrejat en una baralla monumental amb el jugador barcelonista Surroca. Els incidents d'aquell partit van implicar la suspensió de Patricio per un any i una forta multa de 500 pessetes de l'època per al Real Unión.
La suspensió d'un any va implicar en la pràctica la retirada de Patricio, que ja comptava amb gairebé 30 anys i portava jugant a futbol des dels 17. Es va retirar el 1923 en un partit amistós que es va disputar a l'estadi d'Atotxa de Sant Sebastià.
Durant alguns anys, entre 1953 i 1968, els diaris Marca i Arriba van concedir el Trofeu Patricio Arabolaza a aquell jugador de la Lliga espanyola de futbol que es caracteritzava per la sevafúria i coratge. Porta el seu nom del carrer d'Irun on es troba el Stadium Gal, actual camp de la Real Unión.

### Trajectòria amb la selecció
Va ser internacional amb la selecció espanyola en 5 ocasions. Patricio va ser un dels components del primer onze de la història de la selecció espanyola que es va debutar el 28 d'agost de 1920 vencent Dinamarca per 1:0. El partit es va disputar a Brussel·les amb motiu dels Jocs Olímpics d'Estiu de 1920 realitzats a Anvers (Bèlgica). Patricio va ser l'autor del gol que va donar la victòria a la selecció espanyola en aquell partit i, per tant, és el primer golejador de la història de la selecció espanyola. Patricio va disputar tres partits més durant aquells Jocs Olímpics, completant un excel·lent campionat i contribuint a la medalla de plata de la selecció espanyola en aquesta competició.
Va jugar el seu últim partit com a internacional a Bilbao el 7 d'octubre de 1921 en un partit entre Espanya i Bèlgica, primer amistós que va disputar la selecció espanyola com a amfitriona i que va guanyar per dos a zero.